# 소니 엑스페리아 Z2 태블릿
소니 엑스페리아 Z2 태블릿(Sony Xperia Z2 Tablet)는 소니 모바일 커뮤니케이션스에서 제조/판매하는 안드로이드 태블릿 컴퓨터이다.
2014년 2월 24일 스페인에서 열린 모바일 월드 콩그레스 2014 (MWC 2014)에서 공개하여, 2014년 3월 26일 영국을 시작으로 출시되었다.

## 연혁
- 2014년 2월 24일 : 모바일 월드 콩그레스 2014 (MWC 2014)에서 공개
- 2014년 3월 26일 : 영국에서 처음으로 출시
- 2014년 3월 28일 : 대한민국과 일본을 시작으로 전세계 판매 시작

## 방수/방진
IP58 수준의 방수, 방진을 지원한다.

## 색상
- 프리미엄 블랙
- 화이트

## 운영 체제/소프트 웨어

### 안드로이드 4.4 킷캣
안드로이드 OS 4.4.2 킷캣을 탑재하여 출시했다.

## 성능별 버전
소니 엑스페리아 태블릿 Z는 2가지 버전이 있는데, 4G 버전과 Wi-Fi 버전이있다.

### 4G LTE 버전
4세대 이동통신망을 지원하는 모델이자 표준모델이다.

### 와이파이 버전
통신이 와이파이만 가능하다.

## 특수 기능

### 기타 기능

#### exFAT
exFAT포맷을 지원하여 용량이 4 GB이상인 파일을 사용할 수 있으며, 외장메모리에도 이 기술이 적용되었다.

## 경쟁 기종
- 아이패드 에어
- 삼성 갤럭시 노트 10.1 2014 에디션
- 삼성 갤럭시탭 S 10.5

## 같이 보기
- 소니 엑스페리아 태블릿 Z
- 소니 엑스페리아 Z2